# Kormos rákászölyv
A kormos rákászölyv (Buteogallus anthracinus) a madarak osztályának vágómadár-alakúak (Accipitriformes) rendjébe és a vágómadárfélék (Accipitridae) családjába tartozó faj.

## Előfordulása
Amerika melegebb részein szaporodik. Megtalálható az Amerikai Egyesült Államok délnyugati részétől Közép-Amerikán át Venezueláig, Peruban, Trinidadban és a Kis-Antillákon. Elsősorban a mangrove-mocsarak, torkolatok és a szomszédos, száraz, nyílt erdei területeken élő, parti madár, bár vannak szárazföldi populációi is, ide értve a vándorló populációt Mexikó északnyugati részén és Arizonában.

## Megjelenése
A kifejlett példány testhossza 43–53 centiméter, testtömege 930 gramm. Szárnyai szélesek, főként fekete vagy sötétszürke színűek. A rövid faroktollazata fekete, széles fehér csíkkal és fehér tollcsúccsal. Csőre fekete, a lábai és a viaszhártyája sárga. A felnőttek hasonlítanak a szalagos ölyvekre, de kevesebb, nagyobb fehér csík van a faroktollazatukon.
A nemek hasonlóak, de az fiatal madarak felül sötétbarnák, foltokkal és csíkokkal tarkítva. Alsó részük fehéres vagy barnássárga, sötét foltokkal, a farkukat számos fekete-fehér sáv borítja.

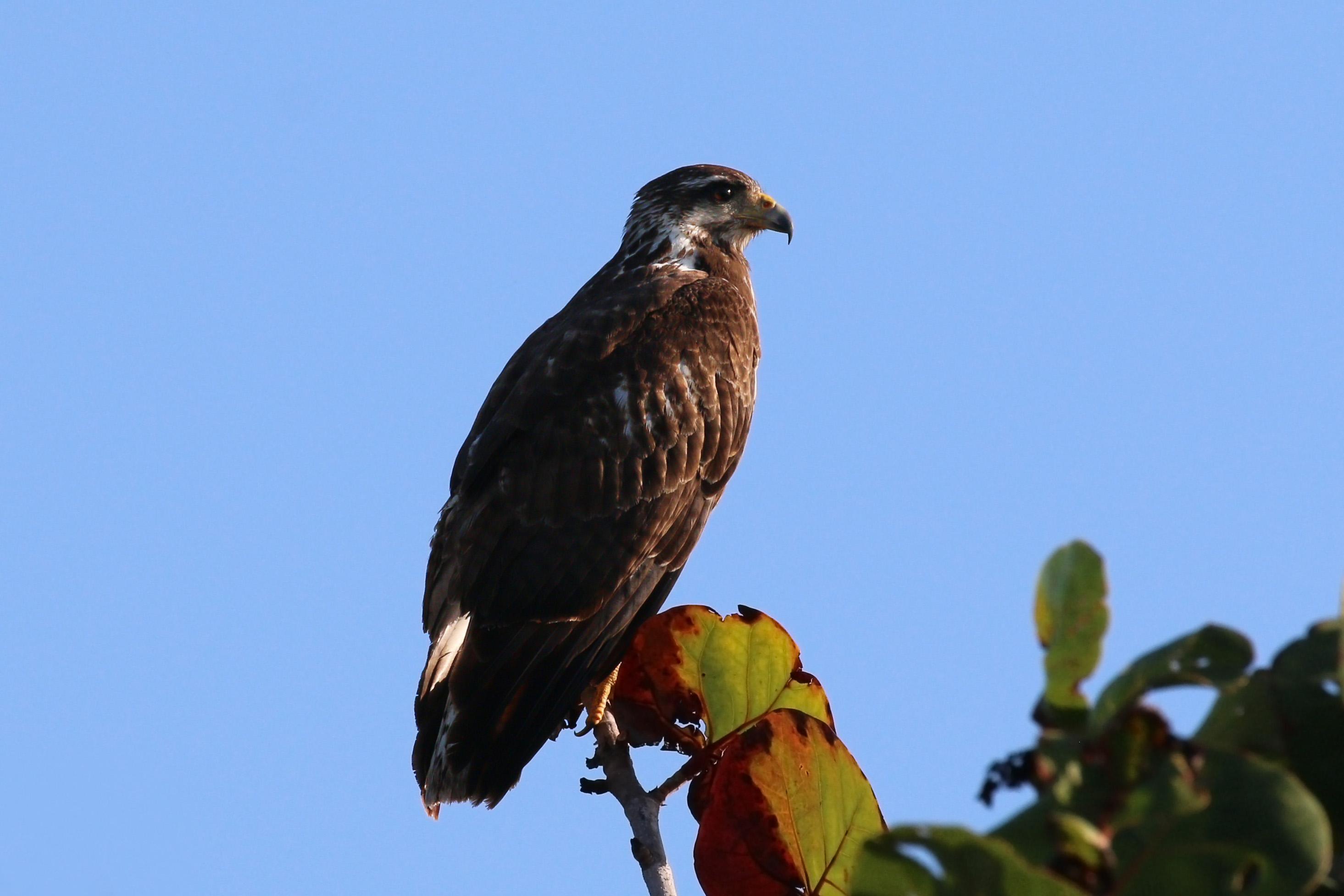
Fiatal B. a. gundlachii Kubában
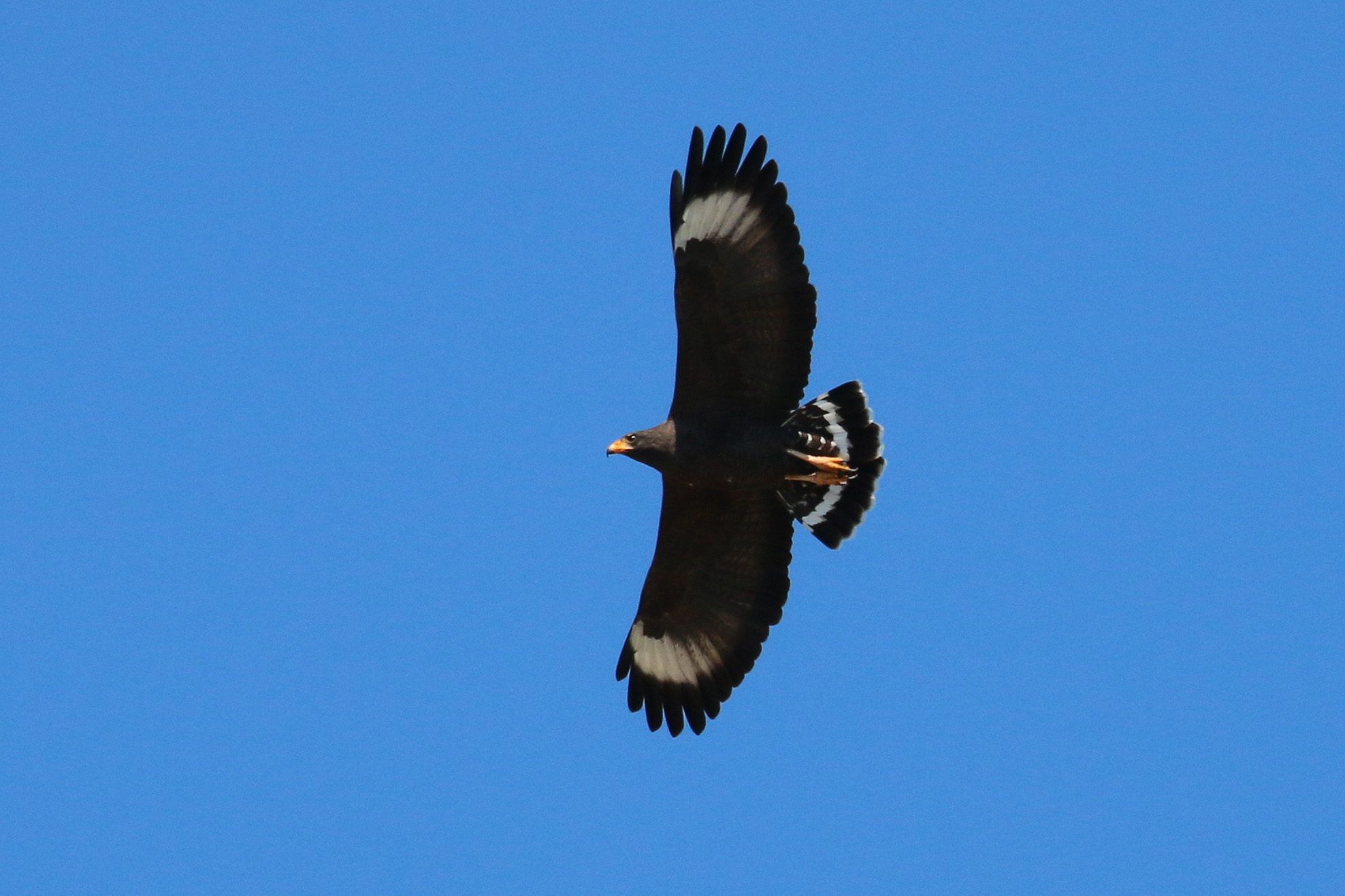
B. a. gundlachii Kubában

## Életmódja
Főleg rövidfarkú rákokra vadászik de kisebb gerinceseket és tojást is fogyaszt.

## Fordítás
Ez a szócikk részben vagy egészben  a   Common black hawk című angol Wikipédia-szócikk fordításán alapul.  Az eredeti cikk szerkesztőit annak laptörténete sorolja fel. Ez a jelzés csupán a megfogalmazás eredetét és a szerzői jogokat jelzi, nem szolgál a cikkben szereplő információk forrásmegjelöléseként.